# سان جوليانو ميلانيزي
سان جوليانو ميلانيزي (San Giuliano Milanese)، مدينة إيطالية في مقاطعة ميلانو في إقليم لومبارديا، يصل عدد قاطنيها إلى 35022 ساكن ومساحتها 30.7 كيلومتر مربع، وتقع على بعد حوالي 12 كم من مدينة ميلانو نحو الجنوب الشرقي.
بها محطتان للسكك الحديدية تشكلان جزءا من خط ميلانو - بولونيا : حيث تقع محطة سان جيوليانو ميلانيزي جنوبا، ومحطة بورغولومبارد تقع شمالا.

## السكان
في سنة 1861 بلغ عدد السكان 3٬750 نسمة، وتطور العدد ليصل في سنة 2011 لـ 35٬971 نسمة.
يظهر هذا المخطط البياني تطور النمو السكاني لـ سان جوليانو ميلانيزي

## توأمة
لسان جوليانو ميلانيزي اتفاقيات توأمة مع كل من:
- Bussy-Saint-Georges [الإنجليزية]‏
- غرافينا في بوليا

## أعلام
- رينو ماركيسي